# Rosedale Park Historic District

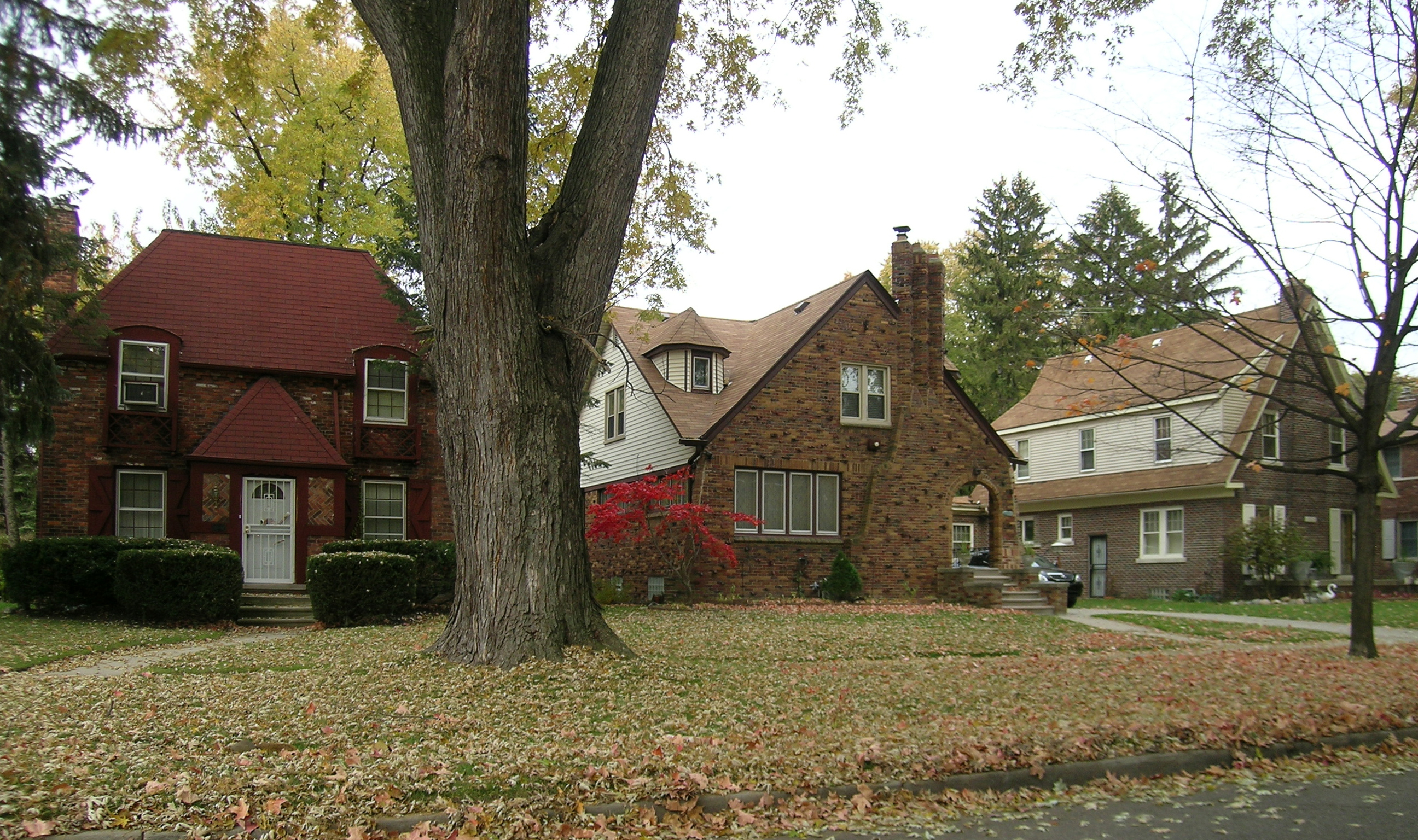
An der Artesian Street.

Der Rosedale Park Historic District ist ein Denkmalschutzbezirk in Detroit, Michigan. Er wird grob durch Fenkell Street, Outer Drive, Grand River Avenue, Southfield Freeway, Glastonbury Street, Lyndon Street and Westwood Drive umgrenzt und ist mit 1533 Contributing Propertys der zahlenmäßig umfangreichste historische Distrikt im National Register of Historic Places. Er umfasst weitgehend zwischen den 1920er und 1940er Jahren entstandene Backsteinhäuser.

## Geschichte

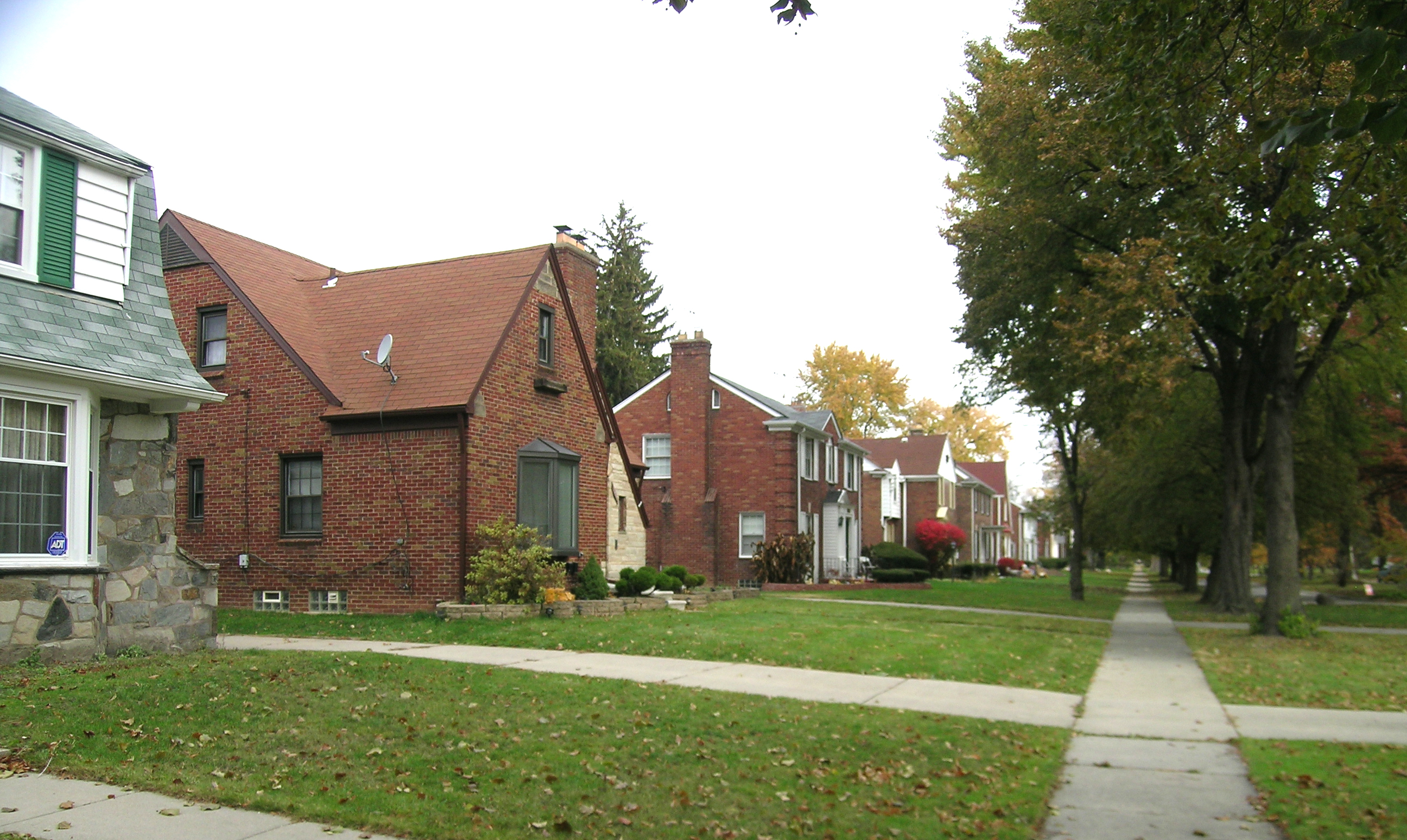
An der Glastonbury Street.

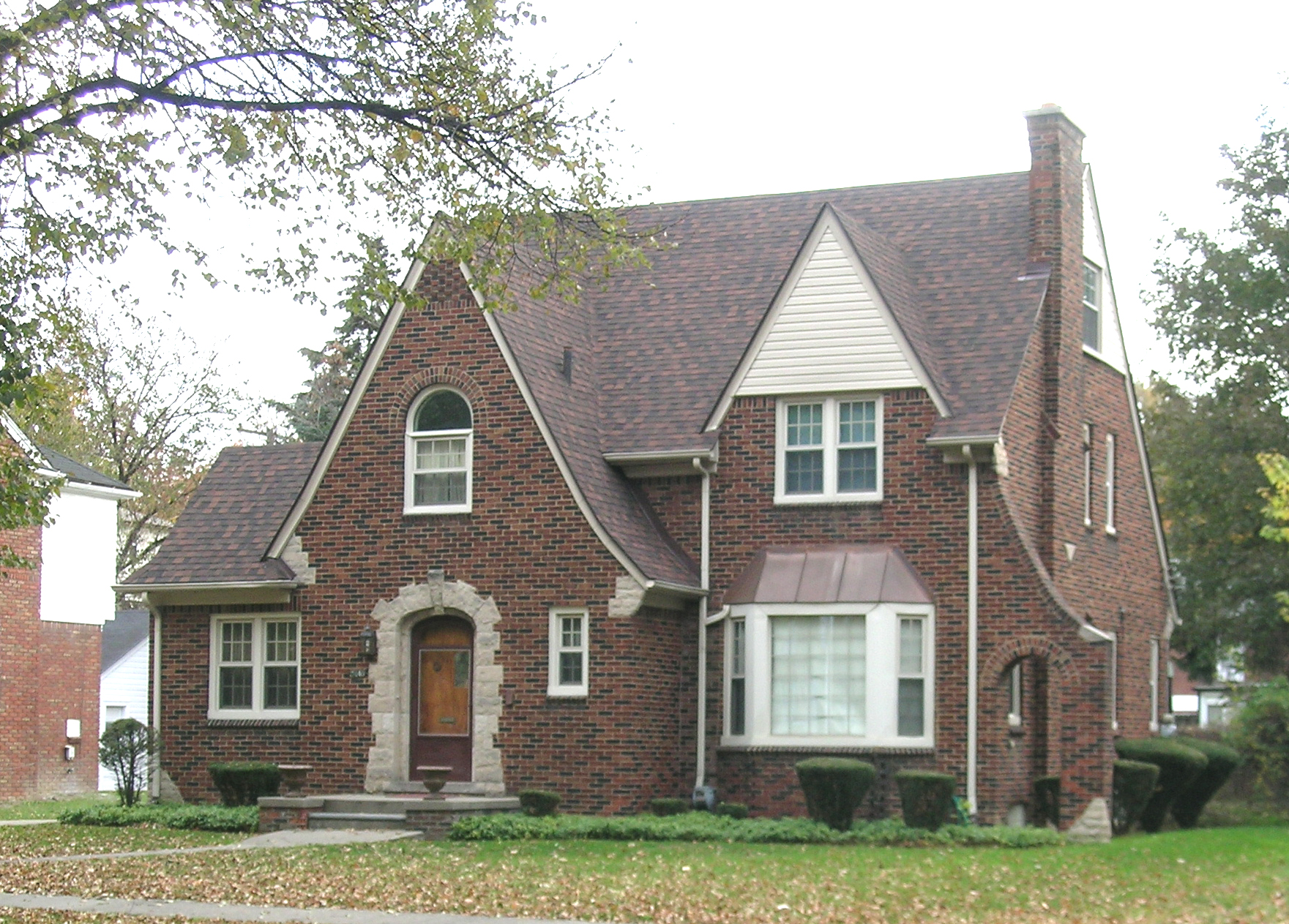
Haus an der Glastonbury Street

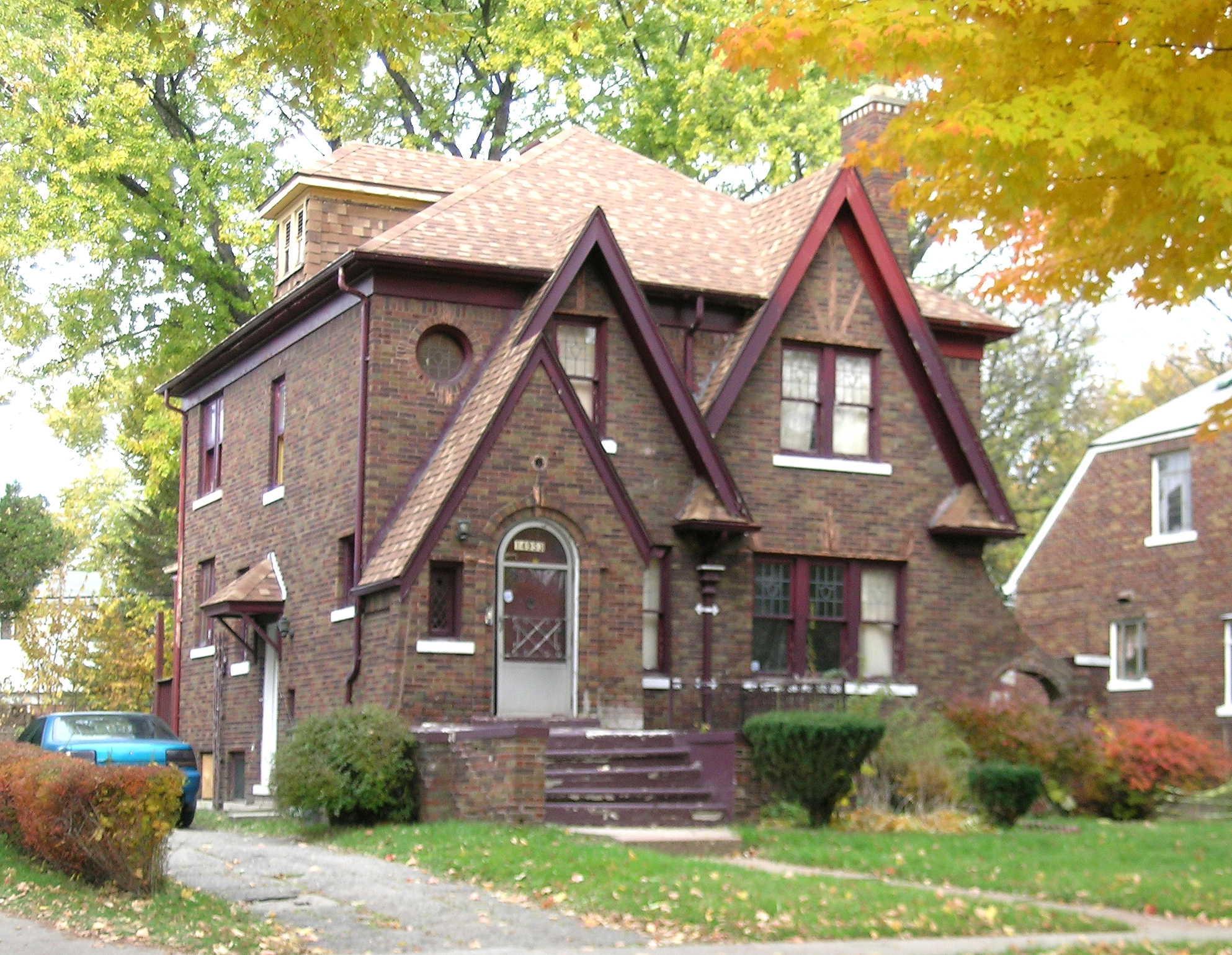
Haus an der Glastonbury Street

Das Land, auf dem sich Rosedale Park befindet, wurde gelangte 1835 an Otis C. Freeman und George Bellamy und umfasste zwei Parzellen von jeweils 80 Acre (etwa 32 Hektar) Größe. Über die Jahre wurden die beiden Parzellen weiter unterteilt, bis 1916 die Rosedale Park Land Development Company einen großen Teil angekaufte und umlegte. Daraus entstand schließlich der Rosedale Park Historic District. Das Landerschießungsunternehmen legte auch einige andere Gebiete um, etwa das direkt benachbarte Stadtviertel North Rosedale Park auf der anderen Seite der Grand River Avenue. Für das Unternehmen war das Gebiet vielversprechend, da es nahe an dieser Straße lag, die eine direkte Verbindung zum Zentrum Detroits darstellt und durch die damalige Konstruktion des Outer Drives.
Das Interesse an dem neuen Stadtteil war zwar schnell geweckt, und 1917 legte die Rosedale Park Land Development Company zusätzliche Flächen um, aber tatsächlich wurden bis zum Ende des Ersten Weltkrieges nur wenige Bauten in Angriff genommen, nur 15 Häuser wurden in dieser Zeit fertiggestellt. Danach blühte das Interesse und 1921 wurde ein weiteres Gebiet umgelegt. Die Stadt Detroit annektierte die neue Siedlung 1926 und sorgte für den Aufbau von Wasserversorgung und Abwassersystem in diesem Stadtviertel, wodurch die Attraktivität weiter zunahm.
Im Vergleich mit anderen zeitgenössischen Stadtvierteln in Detroit, etwa Palmer Woods und Grosse Pointes verfügte Rosedale Park über bescheidener Bauten und reflektierte eher den soliden Mittelstand und gehobenen Mittelstand der damaligen Hausbesitzer. Viele dieser Hausbesitzer waren Angestellte in der damals boomenden Automobilindustrie oder Freiberufler wie Buchhalter, Ärzte und Zahnärzte.
Mit Beginn der Weltwirtschaftskrise 1929 schritt die Bautätigkeit in dem Viertel langsamer voran; durch die Intervention der Federal Housing Administration wurde die Kreditvergabe jedoch einfacher und Ende der 1930er und zu Beginn der 1940er Jahre erlebte der Stadtteile einen neuen Boom. In den 1950er Jahren befand sich auf fast jedem Grundstück ein Haus. Als Ende des 20. Jahrhunderts die Bevölkerung Detroits abnahm, blieb Rosedale Park ein gefragtes Stadtviertel, was auf den hochwertigen Hausbestand, den Charme der Siedlung als Ganzes und die Tätigkeit der Nachbarschaftsvereinigung zurückgeht.

## Beschreibung
Der Rosedale Park Historic District ist ein Wohnviertel. Die Hauptstraßen verlaufen in Nord-Süd-Richtung, große Steinpfeiler markieren die Einfahrt in diesen Stadtteil. Eine Reihe von Straßen ist durch Verkehrsinseln baulich getrennt, Eichen und Ahornbäume, die großteils aus den 1920er und 1930er Jahren stammen, säumen die Straßen.
Private Architekten kamen beim Bau des Stadtviertels wenig zum Zuge. Die Grundstückseigentümer suchten eher Inspiration in Büchern und veröffentlichten Plänen oder aber wählten unter den Standardentwürfen der Bauunternehmen aus. Zwischen 1917 und 1955 entstanden Häuser in einer Vielfalt von Architekturstilen, angefangen bei Tudor Revival und Arts-and-Crafts-Nachbildungen über die Bungalow-Bauweise und die Bauten nach Art verschiedener Kolonialstile, etwa des holländischen Kolonialstils und des American Foursquare hin zu Anleihen bei der Prairie School, Ranch-artiger Häuser, Garrison Colonial und zum Internationalen Stil. Der englische Landhausstil wurde offensichtlich durch die Bauerschließungsunternehmen favorisiert, viele der Straßen tragen Namen, die das klassische England widerspiegelt, etwa Glastonbury und Warwick Street.